# Eslarn
Eslarn – gmina targowa w Niemczech, w kraju związkowym Bawaria, w rejencji Górny Palatynat, w regionie Oberpfalz-Nord, w powiecie Neustadt an der Waldnaab. Leży w Lesie Czeskim, około 30 km na południowy wschód od Neustadt an der Waldnaab, przy granicy z Czechami.

## Dzielnice
W skład gminy wchodzą następujące dzielnice: Burkhardsrieth, Eslarn, Gmeinsrieth, Heumaden, Pfrentsch.

## Okolica
Okolica: Waidhaus, Rozvadov, Třemešné, Bělá nad Radbuzou, Schönsee, Oberviechtach, Moosbach, Pleystein.

## Demografia
| Rok  | Liczba mieszk. |
| ---- | -------------- |
| 1970 | 3 045          |
| 1987 | 2 997          |
| 2000 | 3 119          |

## Współpraca
Miejscowość partnerska:
- Bělá nad Radbuzou, Czechy

## Oświata
(na 1999)

W gminie znajduje się 73 miejsc przedszkolnych (101 dzieci) oraz szkoła podstawowa (15 nauczycieli, 248 uczniów).

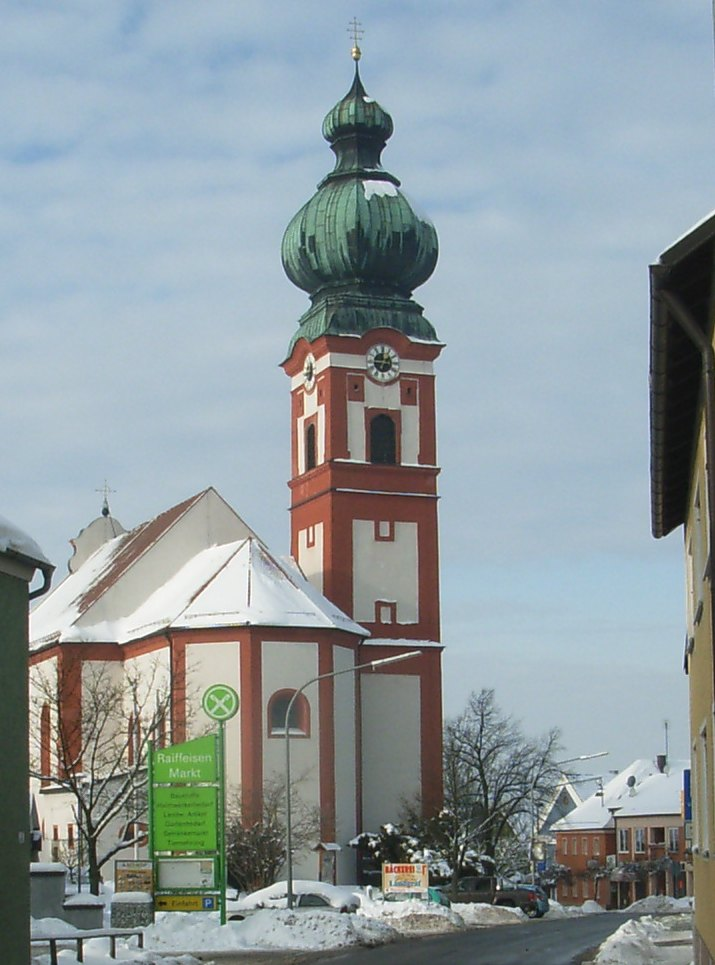
Kościół pw. Wniebowstąpienia NMP (Mariä Himmelfahrt)